# Harlingen (Texas)
Harlingen je město ve Spojených státech amerických. Nachází se v okrese Cameron County ve státě Texas. Ve městě žije přibližně 72 tisíc obyvatel a jeho rozloha činí 104,4 km². Leží v údolí Rio Grande Valley v jižní části státu Texas asi 48 kilometrů od pobřeží Mexického zálivu západně od měst McAllen, Mission, Edinburg nebo Pharr. Z hlediska rozlohy je pátým největším městem v údolí Rio Grande. Bylo založeno roku 1904.
Své sídlo zde má asociace The International Cat Association. Městem prochází mj. silnice Interstate 2. Asi 82 % obyvatel města tvoří Hispánci, a 15 % běloši. Panuje zde vlhké subtropické podnebí.

## Rodáci
- Edward Fagan (* 1952) – americký právník
- Bobby Morrow (1935–2020) – americký sprinter